# Edytowanie RNA
Edytowanie RNA, redagowanie RNA – zmiana informacji w transkrypcie RNA przez reakcję chemiczną powodującą zmianę jednej zasady azotowej w inną. Proces ten obserwuje się w cząsteczkach tRNA, rRNA i mRNA organizmów eukariotycznych. Może on polegać na insercji lub delecji nukleotydów oraz na deaminacji nukleozydów, kiedy cytydyna jest przekształcana w urydynę (C → U), a adenozyna w inozynę (A → I). Podczas translacji inozyna interpretowana jest jako guanozyna. Edycja RNA powoduje, że sekwencja aminokwasowa kodowanego przez transkrypt białka jest inna, niż wynika to z sekwencji kodującego je genu.

## Edycja przez insercję/delecję
Edycja RNA przez insercję urydyny występuje w mitochondriach kinetoplastydów. W edycji bierze udział gRNA (guide RNA) częściowo komplementarne do fragmentu, który ma ulec zmianie. Wiąże się ono z tym fragmentem, a różnice są kopiowane z gRNA na mRNA. Zazwyczaj efektem jest przesunięcie ramki odczytu. 

## Edycja przez deaminację
U ssaków występują dwa rodzaje edycji RNA. Pierwsza to edycja cytydyny w urydynę (C-U), m.in. w mRNA kodującym apolipoproteinę B (apoB) – enzym katalizujący tę reakcję to APOBEC1. W ten sposób z jednego genu powstają dwie izoformy białka, apoB-100 i apoB-48. Krótsza izoforma pozbawiona domeny wiążącej LDL, zwana apoB-48, powstaje w wyniku wprowadzenia kodonu stop (UAA) na pozycji 2153. Deaminacja C-U katalizowana przez enzym AID (ang. activation-induced deaminase) odgrywa rolę także w powstawaniu zmienności przeciwciał w wyniku mutacji somatycznych. Drugim rodzajem edycji jest przekształcenie adenozyny w inozynę (A-I). Enzymy katalizujące taką reakcję należą do rodziny ADAR (lub ADAT, jeśli edycja zachodzi w tRNA). Taka edycja zachodzi m.in. w mRNA dla GluR-B, podjednostki receptora neuroprzekaźnika kwasu glutaminowego - zmienia ona pojedynczy aminokwas, co wpływa na przepuszczalność wapnia przez kanały jonowe zawierające tę podjednostkę.